# Museo Arqueológico de Konya
El Museo Arqueológico de Konya (en turco Konya Arkeoloji Müzesi) es uno de los museos arqueológicos de Turquía. Está ubicado en la ciudad de Konya, situada en la provincia de su mismo nombre.

## Historia
El museo se creó en 1901 en una antigua escuela de secundaria. Desde entonces ha tenido varios traslados: en 1927 se trasladó al Museo de Mevlana; en 1953, a la mezquita de İplikçi y al edificio actual en 1962.

## Colecciones
El museo contiene una colección de objetos arqueológicos que abarca periodos comprendidos entre el Neolítico y el Imperio bizantino.
Del Neolítico se encuentran recipientes de terracota hechos a mano, así como puntas de lanza y de flecha, ornamentos femeninos y herramientas. Los hallazgos proceden de las excavaciones realizadas en Erbaba, Süberde y Çatalhöyük. 
De la Edad del Bronce Antiguo se hallan principalmente recipientes que tienen elementos característicos de la región en torno al lago lago Beyşehir. La mayoría fueron hallados en Sızma y Karahöyük. 
A la época de las colonias comerciales asririas, dentro de la Edad del Bronce Medio, pertenecen vasijas hechas con torno con muy diversas formas —algunas con formas de animales—, lámparas, joyas, herramientas, armas y sellos cilíndricos. Los hallazgos proceden de Karahöyük.
La Edad del Hierro temprana está representada por piezas que pertenecen a las culturas frigia, lidia y urartiana, como vasijas decoradas y fíbulas de bronce. Muchos hallazgos de esta época proceden de Kıcıkışla.
Al periodo clásico pertenecen diversas cílices, lécitos y enócoes; otros tipos de cuencos pertenecen al periodo helenístico. 
De la época romana, que es la mejor representada en el museo, destacan una serie de estatuillas de bronce donde se representan a Hermes, Eros y animales. También hay sarcófagos, estatuas de Poseidón, Afrodita y Asclepio, lámparas, vasijas, joyas y herramientas de la vida cotidiana. 
Los hallazgos del periodo bizantino pertenecen principalmente a la basílica de Tatköy, y a las excavaciones de Alibeyhöyük. Entre ellos figuran mosaicos y objetos religiosos y de la vida cotidiana.
En el patio del museo se exponen elementos arquitectónicos, sarcófagos, estelas funerarias e inscripciones. Pertenecen a las épocas romana y bizantina.

|                                             |
| Bañera del periodo de las colonias asirias. |

|                                                      |
| Fragmento de pintural mural encontrado en Catalhöyük |

|                           |
| Sarcófago de época romana |

|                                        |
| Sarcófago con los trabajos de Heracles |